# Aratinga tmavohlavý
Aratinga tmavohlavý (Aratinga weddellii) je jihoamerický papoušek dorůstající 28 cm velký a vážící 95 – 115 gramů. Samec i samice jsou zbarveni stejně. Peří na hlavě mají šedohnědé, zobák je černý, lysé okruží oka je bílé, oči světle žluté. Papoušek je jinak celý zelený, spodina je žlutozelená. Letky a ocasní pera jsou na konci modrá. Běháky jsou šedé barvy. Mláďata aratingy tmavohlavého jsou zbarveni podobně jako dospělci. Jen hlavu mají zbarvenou více do zelena a na spodině mají méně žlutého zabarvení než dospělí. Aratinga tmavohlavý se dožívá 20 let a více.

## Ekologie
Aratinga tmavohlavý se vyskytuje na území Bolívie, Brazílie, Kolumbie, Ekvádoru a Peru do nadmořské výšky 750 m. V těchto státech obývá nížinná území. Žije v okolí lesů, které navazují na řeky, v bažinách s vysokým porostem. Aratingu tmavohlavého také lze uvidět ve vlhké savaně se zbytky lesů.
V přírodě se živí semeny, plody palem, květy, bobulemi, hmyzem a jejich larvami. V lidské péči se aratinga tmavohlavý krmí ovocem (jablka, hrušky, banány, apod.), zeleninou (mrkev, celer, zelené fazole a hrách v lusku) zelenými listy (pampeliška, mangold), prosem, ovsem, pohankou, namočeným naklíčeným slunečnicovým semínkem, kukuřičnými klasy nebo se krmí kompletní směsí pro papoušky.
Aratinga tmavohlavý je pozorován v párech nebo malých skupinkách, ale také ve větších hejnech až o 75 jedincích, a to v oblastech bohatých na jejich potravu. Tito papoušci hledají hnijící větve a pařezy z důvodu hledání jejich hlavní potravy - hmyzu. Samice snáší 3 – 4 vejce. Inkubační doba vajec je 25 dní. Mláďata v hnízdě zůstávají zhruba 55 dní. Ze zoologických zahrad v České republice chová Aratingu tmavohlavého Zoo Tábor.

## Ohrožení
Podle IUCN (International Union for Conservation of Nature) tento druh není ohrožen. Ale je zařazen do druhé přílohy CITES (Úmluva o mezinárodním obchodu s ohroženými druhy volně žijících živočichů a planě rostoucích rostlin).